# Lúka pod cintorínom
Lúka pod cintorínom je chráněný areál v oblasti Muráňská planina.
Nachází se v katastrálním území města Revúca v okrese Revúca v Banskobystrickém kraji. Území bylo vyhlášeno či novelizováno v roce 2011 na rozloze 4,9700 ha. Ochranné pásmo nebylo stanoveno.